# Lengenbeck

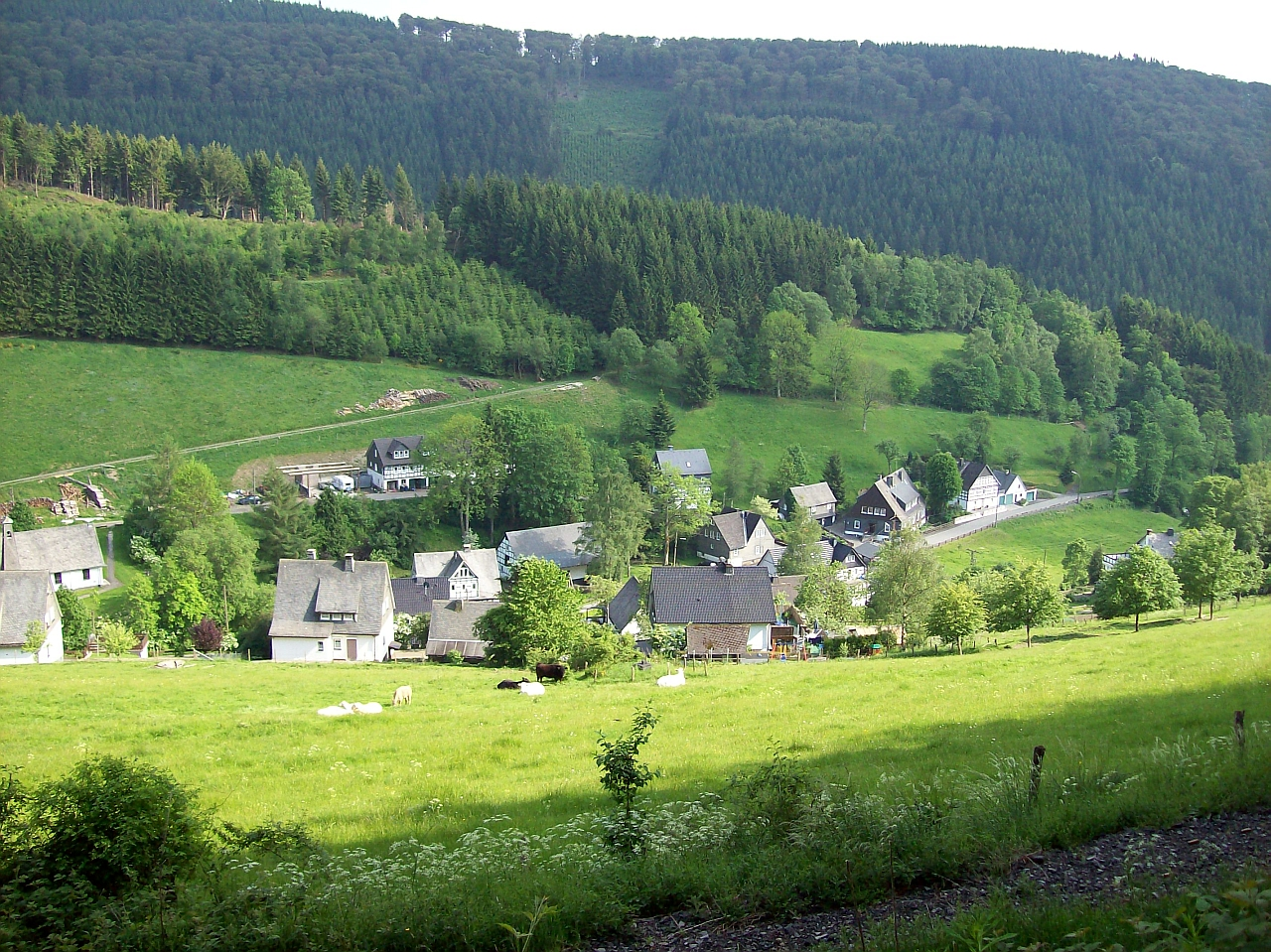
Lengenbeck

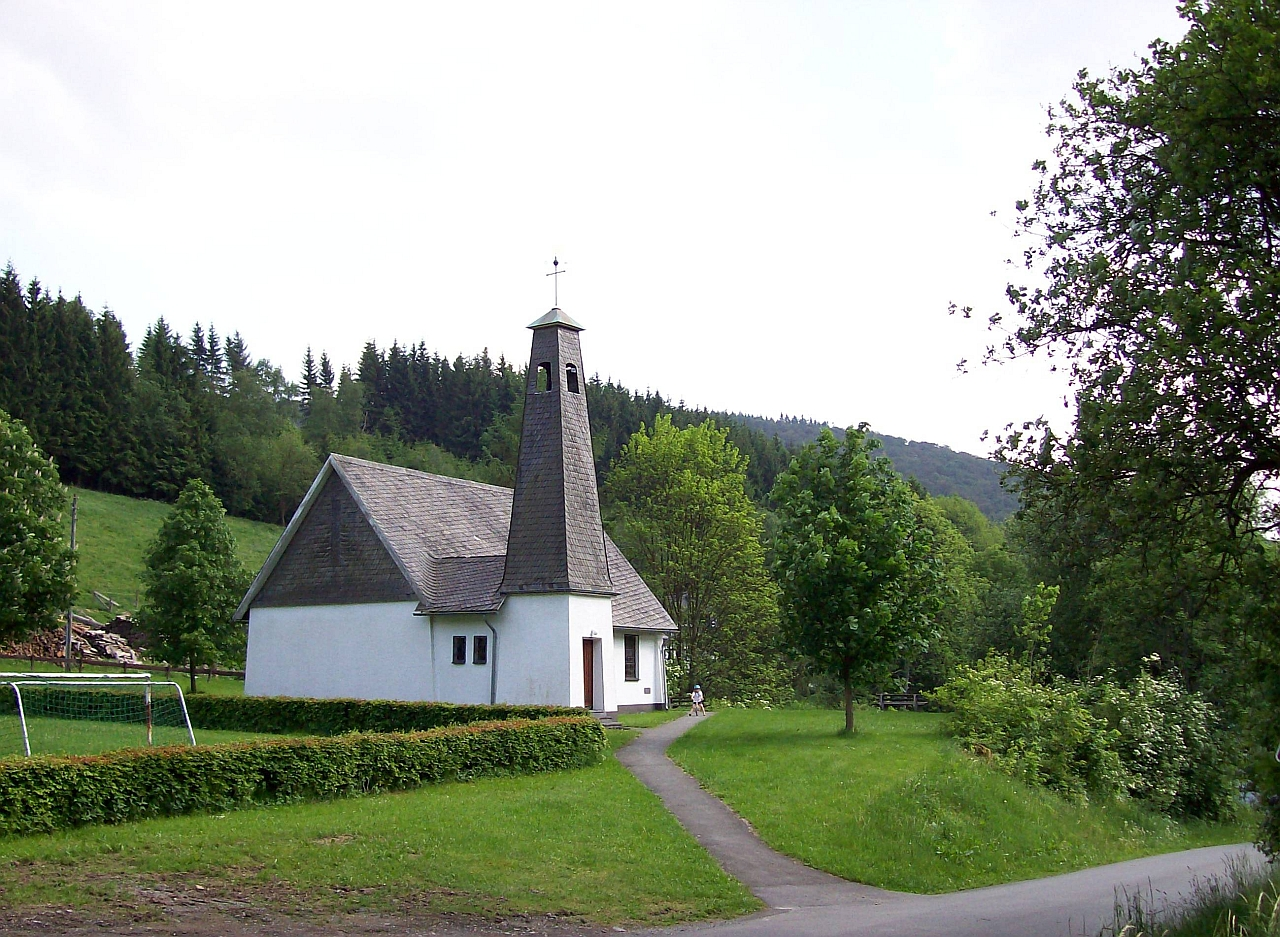
Kapelle in Lengenbeck

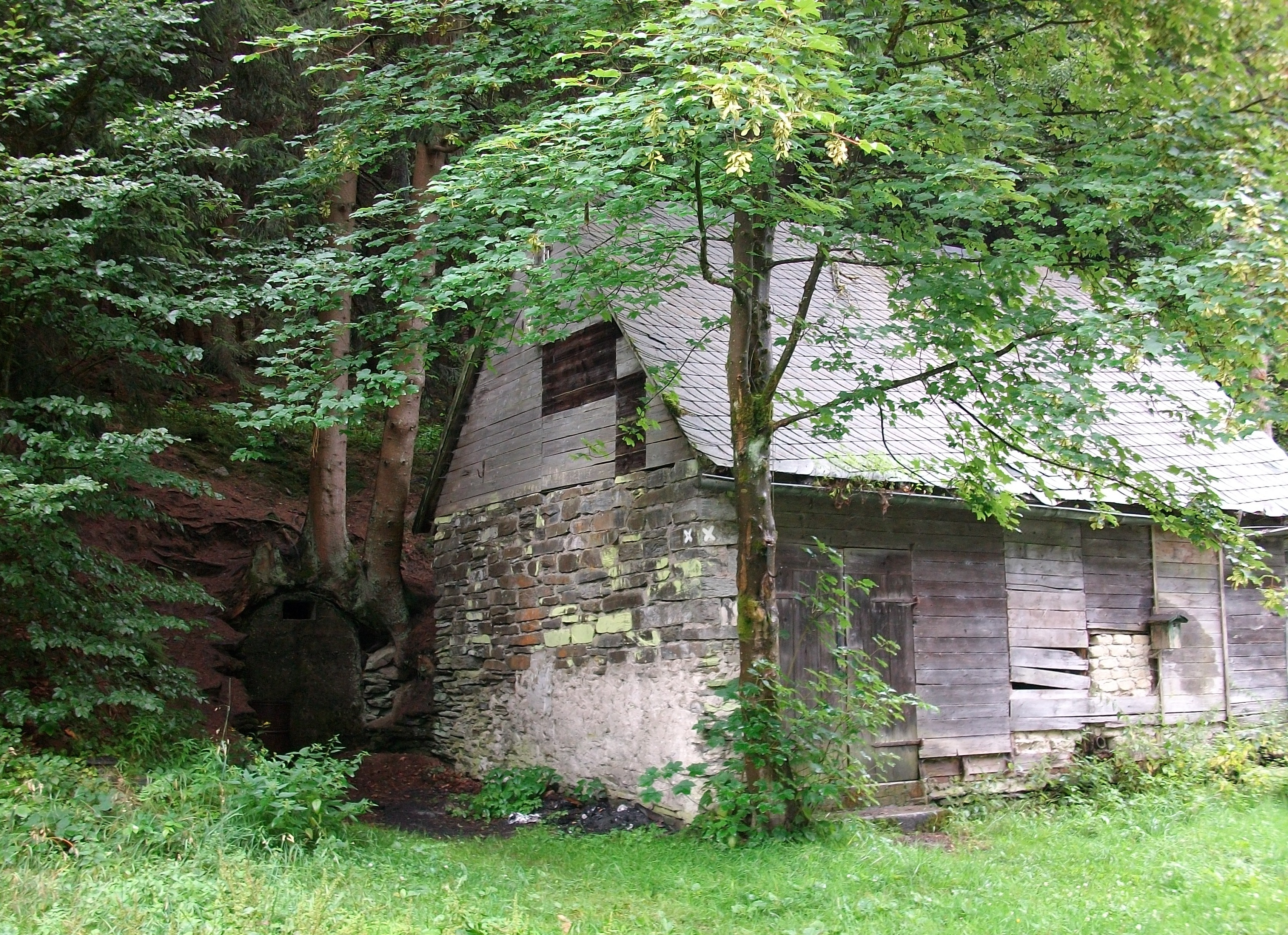
Schiefergrube Sperlingslust

Lengenbeck ist ein Ortsteil der Stadt Schmallenberg in Nordrhein-Westfalen. Der Ort hat 20 Häuser, in denen rund 50 Einwohner leben.

## Geographie

### Lage
Der Ort liegt 8 km nordöstlich der Kernstadt Schmallenberg an der Kreisstraße 18 zwischen Inderlenne und Nordenau abseits des Durchgangsverkehrs.

### Nachbarorte
Angrenzende Orte sind Nordenau und Inderlenne.

## Geschichte
Der Ortsname leitet sich aus dem Bach „Langebieke (langer Bach)“ ab, der in dem Waldgebiet zwischen Heidberg und Auf der Helle entspringt. Der Bach mündet am Ortsanfang in den Nesselbach.
Lengenbeck wurde schon 1295 in alten Chroniken erwähnt, als schützendes Vorwerk der Burg Nordenau. Der heutige Ort Lengenbeck scheint jedoch erst kurz vor dem Dreißigjährigen Krieg entstanden zu sein, weil das Dorf in dem Schatzungsregister des Jahres 1602 noch nicht erwähnt wurde. Legenbeck taucht aber in einer Notiz aus der Zeit zwischen 1620 und 1651 auf. Nach dem Dokument standen seinerzeit in Lengenbeck drei Häuser in nordöstlicher Richtung. Das Leibschatzregister aus dem Jahr 1686 verzeichnete in Lengenbeck (damals Lennemecke genannt) 16 Einwohner. Zweihundert Jahre später wohnten 57 Einwohner, nach der Eintragung des Handels- und Gewerbeadressbuches der Provinz Westfalen aus dem Jahr 1895, in dem Ort.
Gegen Ende des Zweiten Weltkriegs begann in der Nacht vom 1. auf den 2. April 1945 die Beschießung des Dorfes durch US-Truppen aus Richtung Osten. Die Bewohner des Dorfes flohen in den Stollen der Schiefergrube Lengenbeck, in den sich im Laufe des folgenden Tages auch die meisten Bewohner von Westfeld flüchteten. Am 3. April 1945 wurde Lengenbeck kampflos von US-Soldaten besetzt.
Lengenbeck wurde stark vom Schieferbergbau geprägt. Im Laufe der Geschichte gab es um den Ort herum drei Schiefergruben, wobei die letzte Schiefergrube 1965 geschlossen wurde. Etwa 1 km vom Dorf entfernt liegt die ehemalige Schiefergrube „Sperlingslust“. Dort wurde in einem noch gut erhaltenen Betriebsgebäude von den Ortsbewohnern Räumlichkeiten für die Dorfgemeinschaft anlegt.
Im Rahmen der kommunalen Neugliederung wurde am 1. Januar 1975 die Gemeinde Oberkirchen, zu der die 19 Ortschaften Oberkirchen, Inderlenne, Westfeld, Vorwald, Hoher Knochen, Inderlenne, Ohlenbach, Lengenbeck, Nordenau, Nesselbach, Rehsiepen, Obersorpe, Mittelsorpe, Rellmecke, Huxel, Holthausen, Niedersorpe, Winkhausen, Lüttmecke und Almert gehörten, in die neue Stadt Schmallenberg eingegliedert.

## Religion
Im Jahre 1965 wurde die von den Bewohnern finanzierte Hl.-Drei-Königs-Kapelle eingeweiht.

## Sonstiges
Die beiden Quellen im Ort versorgen Lengenbeck und Inderlenne mit Wasser. Lengenbeck verfügt über eine eigene Kläranlage, die 1999 in Eigenleistung gebaut wurde. Es handelt sich um eine in Nordrhein-Westfalen einzigartige Pflanzkläranlage. Das Landschaftsschutzgebiet Hangmagergrünland  reicht teilweise bis an den Dorfrand.
Oberhalb der ehemaligen Schiefergrube „Sperlingslust“ liegt eine nicht mehr öffentlich zugängliche Klause.
Einer Legende nach gibt es im Lengenbecker Tal keine Spatzen. Der Grund dafür wurde bisher nicht herausgefunden.